# Vararia hauerslevii
Vararia hauerslevii är en svampart som beskrevs av Boidin 1989. Vararia hauerslevii ingår i släktet Vararia och familjen Lachnocladiaceae.  Artens status i Sverige är: Ej påträffad. Inga underarter finns listade i Catalogue of Life.